# Пулау-Сатуму
Пулау-Сатуму(кит.: 沙都姆岛), також відомий як острів Коні(англ. Coney Island) чи Раффлз (англ. Raffls Island) — невеликий острів на південь від головного Сінгапурського острова та найпівденніший острів Сінгапуру. На острові розташований маяк Рафлз. Назва острова на архаїчній малайській мові означає «Одне дерево».